# Безбородов, Александр Борисович
Алекса́ндр Бори́сович Безборо́дов (род. 2 ноября 1954, Москва) — советский и российский историк, доктор исторических наук (1998), профессор (1999). Почётный работник высшего профессионального образования Российской Федерации. Специалист в области новейшей истории России, историографии, источниковедения. Ректор Российского государственного гуманитарного университета (2018—2024). Лауреат Национальной премии «Культурный империум. Книги и проекты» (2025).

## Биография
В 1977 году окончил Московский государственный историко-архивный институт, факультет архивного дела. Ученик В. З. Дробижева.
Кандидат исторических наук (1981, диссертация «Партийное руководство деятельностью Московской городской организации ВЛКСМ по развитию движения студенческих отрядов в годы VIII и IX пятилеток: 1966—1975 гг.»), доктор исторических наук (1997, диссертация «Власть и научно-техническая политика в СССР, середина 50-х — середина 70-х гг.»). Учёное звание — профессор (1998).
В МГИАИ (с марта 1991 года — РГГУ) работает с 1977 года: ассистент, старший преподаватель, доцент, профессор, заведующий кафедрой истории России новейшего времени (с 1998), декан факультета архивного дела (1990—1996), заместитель директора ИАИ РГГУ (1992—1996), директор ИАИ РГГУ (с 1996), проректор РГГУ по учебной работе (2013—2016), первый проректор РГГУ — проректор по учебной работе (2016—2017).
Приказом министра образования и науки РФ О. Ю. Васильевой 29 августа 2017 года назначен исполняющим обязанности ректора РГГУ. Приказом министра науки и высшего образования Российской Федерации М. М. Котюкова 28 августа 2018 года назначен ректором РГГУ. Занимал должность до 21 июня 2024 года.
В августе 2019 года около 100 студентов РГГУ «выразили свое резко критическое отношение» к сделанному ректором заявлению о протестных выступлениях в Москве. Эти требования были изложены в открытом письме студентов к А. Б. Безбородову. В этом письме было, в частности, сказано: «Настоятельно просим Вас как ректора РГГУ сосредоточить своё внимание на целях деятельности университета, утверждённых его уставом, а не на изыскании способов наказания обучающихся за их внеуниверситетскую деятельность».
Председатель экспертного совета Высшей аттестационной комиссии при Министерстве образования и науки Российской Федерации по истории (2017—2019); председатель Учёного совета РГГУ и диссертационного совета РГГУ — Д 212.198.07. Член нескольких диссертационных советов РГГУ по историческим наукам.
Входит в состав научного совета Российского государственного архива социально-политической истории. Член Правления Центрального совета Российского общества историков-архивистов (заместитель председателя Правления Центрального совета РОИА); член Российско-австрийской комиссии историков.
Член редколлегии журнала «Вестник архивиста» и издания «Труды Историко-архивного института РГГУ». Член комитета Международного совета архивов.
6 марта 2022 года после вторжения России на Украину подписал письмо в поддержу российской агрессии. С 9 июня 2022 года находится под персональными санкциями Украины за поддержку войны. Также был внесён ФБК в список коррупционеров и разжигателей войны за поддержку нападения на Украину, 16 марта 2022 года форумом свободной России внесён в санкционный «Список Путина» с предложением введения против него международных санкций.

## Научная деятельность
Области научных интересов: История России второй половины XX века — начала XXI века, историография, источниковедение, научно-техническая политика СССР второй половины XX века, история диссидентского движения в СССР.
Автор свыше 300 научных, научно-методических и научно-популярных трудов.

## Основные работы
- Студенческие пятилетки: Вузовская молодежь Москвы на ударных стройках. — М.: Моск. рабочий, 1986. — 94 с.
- Феномен академического диссидентства в СССР : Учеб. пособие по спецкурсу / РГГУ. — М., 1998. — 75 с.
- История России в новейшее время, 1985—2009 гг.: учебник / отв. ред. А. Б. Безбородов ; Рос. гос. гуманитар. ун-т, Ист.-арх. ин-т. — М.: Проспект, 2010. — 440 с. : ил., табл. — ISBN 978-5-392-01153-7
- Зарубежное Россиеведение: учебное пособие / под ред. А. Б. Безбородова — М.: Проспект, 2014. — 576 с. — ISBN 978-5-392-11511-2.
- История Коммунистической партии Советского Союза. — М.: РОССПЭН, 2014. — 670, [2] с. — ISBN 978-5-8243-1824-1 (ответственный редактор, соавтор)
- История СССР/РФ в контексте современного россиеведения : учебное пособие / под ред. Е. И. Пивовара, А. Б. Безбородова. — М.: Проспект, 2015. — 400 с. — ISBN 978-5-392-16314-4.
- «Советский Союз и Российская Федерация: 1985—2018 гг. Книга 1. Советский Союз в конце XX столетия: вызовы глобализации» (М., 2021; ответственный редактор, соавтор)

Под редакцией А. Б. Безбородова и в соавторстве с ним Учебно-научным центром ИАИ РГГУ выпущено более 15 федеральных учебников, учебных пособий по истории России новейшего времени и обществознанию.

## Награды
- Почётная грамота Федеральной архивной службы России
- Почётный работник высшего профессионального образования Российской Федерации
- Медаль «В память 850-летия Москвы»
- Почётный знак за заслуги в деле защиты прав и свобод человека и гражданина
- Нагрудный знак «Почётный архивист»
- Национальная премия «Культурный империум. Книги и проекты» за монографию «Оборонно-промышленный комплекс России. История и современное развитие» (М.: Изд. РГГУ, 2024) (2025)[3].